# Oskar Althaus
Oskar Althaus est un peintre suisse, né le 10 mars 1908 à Frenkendorf et mort le 5 juillet 1965 à Bâle. 

## Biographie
Fils d'Albert Althaus et d'Elise Leuenberger, Oskar Althaus grandit à Pratteln, puis déménage à Schüpfen après le décès prématuré de sa mère. Pendant l'entre-deux-guerres, il parcourt la Suisse et l'Europe environnante en tant que jeune artisan et ne s'installe à Bâle qu'en 1937. Il prend des cours de dessin et de peinture à la Allgemeine Gewerbeschule et étudie également auprès de l'artiste bernois Ernst Nyffenegger père. 
Il s'intéresse particulièrement à l'expressionnisme, notamment d'Albert Müller et d'Hermann Scherer, mais encore plus du Français George Rouault. Il devient alors connu dans la région de Bâle et expose à de nombreuses reprises dans les années 1940 et 1960. Ses œuvres entrent dans des collections privées et publiques suisses, mais aussi européennes. 
Marié trois fois et père de six enfants, il meurt en 1965 dans son atelier. 

## Expositions
- 1947 : Athenaeum St. Albanvorstadt 10, Bâle,
- 1951 : Galerie Palette, Zurich,
- 1951 : magasin de mobilier Heckendorn, Bâle,
- 1951 : librairie Lüthy, Soleure,
- 1952 : Galerie Kunstkeller, Berne,
- 1952 : Galerie Stürchler, Bâle,
- 1958 : Ecole professionnelle de Soleure,
- 1959 : Galleria d'arte Cairola, Milan,
- 1960 : hôtel Kulm, St. Moritz,
- 1963 : Galleria d'arte Cairola, Milan,
- 1964 : clinique du Dr. Werner Hagmaier, Badisch Rheinfelden[2].